# Ob šanku (album)
Ob šanku je studijski album Janeza Bončine - Benča. Album je bil posnet v Studiu Metro, razen »Eva« v Studiu Tivoli in »Navali narod na gostilne« v Studiu Akademik in izdan leta 1985 pri založbi ZKP RTV Ljubljana.

## Seznam skladb
Vse priredbe so delo Grege Forjaniča.
| A stran | A stran                             | A stran                 | A stran |
| Št.     | Naslov                              | Pisec                   | Dolžina |
| ------- | ----------------------------------- | ----------------------- | ------- |
| 1.      | „Ob šanku‟                          | J. Bončina, B. Kastelic | 4:15    |
| 2.      | „Ta noč je moja‟                    | J. Bončina, B. Kastelic | 3:40    |
| 3.      | „Eva‟ (tema iz istoimenskega filma) | J. Bončina              | 3:55    |
| 4.      | „U kutu malog kafića‟               | J. Bončina              | 4:54    |
| 5.      | „Navali narod na gostilne‟          | J. Bončina, B. Kastelic | 3:45    |

| B stran | B stran                                | B stran                              | B stran |
| Št.     | Naslov                                 | Pisec                                | Dolžina |
| ------- | -------------------------------------- | ------------------------------------ | ------- |
| 1.      | „Gvendolina, kdo je bil?‟              | J. Bončina, D. Velkaverh             | 5:44    |
| 2.      | „Maja z biseri‟                        | J. Robežnik, D. Velkaverh            | 3:41    |
| 3.      | „Čarodej‟                              | G. Forjanič, J. Bončina, B. Kastelic | 4:45    |
| 4.      | „Shvatit ćeš jednom, a mene neće biti‟ | J. Bončina                           | 6:12    |

## Zasedba
- Janez Bončina – solo vokal, zbor
- Grega Forjanič – Roland JX-3P, Fender Rhodes, Les Paul, Yamaha DX7, Mini moog, Oberheim bas, Linn Drum Program
- Tone Dimnik – bobni, tolkala (A1-A4, B1-B4)
- Čarli Novak – bas (A1-A4, B1-B3)
- Tomaž Kozlevčar – Roland JX-3P, Yamaha DX7, tolkala, orglice, ritem efekti, bas synthesizer (A4, B1-B5)
- Metka Gruden – spremljevalni vokal (A1)
- Slavko Avsenik mlajši – Yamaha CS 70 (A3)
- Tadej Hrušovar – zbor (A5)
- Miki Šarac – zbor (A5)
- Miroslav Bevc – Linn Drum Program (A5)
- Zlatko Klun – Simmons Program (B1)
- Jadran Ogrin – zbor (B1)
- Braco Doblekar – zbor (B1)
- Marjan Malikovič – zbor (B1)
- Peter Gruden – posebni efekti (B1)